# عادل صادق
عادل صادق عامر عبد الله هو طبيب طب نفسي ومؤلف الكثير من الكتب في علم النفس ولد في 9 أكتوبر 1943 وتوفي في 14 سبتمبر 2004.

## المؤهلات الدراسية
- بكالوريوس طب عام 1966
- دبلوم نفسية عام 1969
- دبلوم باطنة عام 1970
- دكتوراه أمراض عصبية ونفسية عام 1973
- زمالة الكلية الملكية بلندن عام 1975
- دبلوم الطب النفسي عام 1976
- زمالة الجمعية الأمريكية للطب النفسي 1983.
- زمالة الكلية الملكية للأطباء النفسيين بلندن 1984.

## أوجه النشاط
التدريس والأبحاث العلمية ورئاسة قسم الأمراض العصبية والنفسية وتنظيم امتحانات الزمالة العربية للطب النفسي، ورئيس تحرير مجلة الجديد في الطب النفسي ولبعض الوقت كتابة المقالات في صحيفة الأهرام.

## المؤلفات والأبحاث
30 كتاب باللغة العربية، 4 كتب باللغة الإنجليزية ومنهم:
1. كيف تصبح عظيما
2. متاعب الزواج، 1999
3. مشكلات نفسية
4. معنى الحب
5. روعة الزواج
6. اسرار في حياتك، 1978
7. الإدمان له علاج، 1986
8. امرأة في محنة
9. الغيرة والخيانة، 1993
10. العشق
11. في بيتنا مريض نفسي
12. الطب النفسي، 1985
13. الألم النفسي والعضوي، 1986
14. خضوع امرأة
15. سقوط رجل
16. كيف تنجح في الحياة
17. حكايات نفسية، ج1 1982 وج2 1983
18. سيناريو الحياة
19. مباريات سيكولوجية، 1981
20. مشكلات عاطفية
21. حياتي عذاب
22. الطلاق ليس حلا
23. امرأة عاجزة عن الحب
24. أنت العذاب يا زوجي العزيز
25. اسرار البيوت في العيادة النفسية

مراجعة
- معجم مصطلحات الطب النفسي، صدر في الكويت سنة 2004، [4]

## الوظائف التي شغلها
1. رئيس مجلس إدارة دار الحرية للصحافة والنشر بالإنابة
2. رئيس تحرير مجلة الجديد في الطب النفسي(Editor in Chief Psychiatry Update Journal)
3. عضو مجلس إدارة صندوق مكافحة المخدرات
4. عضو المجلس العربي للاختصاصات الطبية
5. الأمين العام لاتحاد الأطباء النفسيين العرب
6. الأمين العام للجمعية المصرية للطب النفسي
7. رئيس قسم الأمراض النفسية والعصبية – مدير مركز الطب النفسي – رئيس مجلس إدارة مستشفى الطب النفسي بكلية الطب – مركز الطب النفسي – جامعة عين شمس

## الجوائز التقديرية
جائزة الدولة في تبسيط العلوم 1990